# انگیزه‌های پنهان
انگیزه‌های پنهان (انگلیسی: Ulterior Motives) همچنین به عنوان هزینه کشتن نیز شناخته می‌شود، یک فیلم اکشن و دلهره‌آور آمریکایی در سبک هنرهای رزمی محصول سال ۱۹۹۳ به نویسندگی و کارگردانی جیمز بکت، با بازی توماس ایان گریفیت و ماری پیج کلر است.
این فیلم به صورت فیلم ویدئویی در ایالات متحده منتشر شد. این دومین همکاری گریفیث و کلر بود که قبلاً در سریال «دنیای دیگر» با هم بازی کرده بودند و در زندگی واقعی با هم ازدواج کردند. گریفیث یک اعتبار داستانی و یک اعتبار تهیه‌کننده دارد، در حالی که کلر به عنوان یکی از تهیه‌کنندگان اعتبار دارد.